# Radarpatent
Die Besondere Berechtigung für Radar (ehemals Radarpatent, auch Radarschifferpatent oder Radarschifferzeugnis genannt) ist ein europaweit gültiges Zeugnis. Es ist Voraussetzung für das Führen von Binnenschiffen (auch Sportboote) bei verminderter Sicht (unsichtigem Wetter) mit Hilfe eines Radargerätes.

## Voraussetzungen
Der Bewerber muss volljährig und Inhaber eines nautischen Patentes (z. B. großes Patent, Sportschifferzeugnis E, des Sportpatents oder des Sportbootführerscheins Binnen) und eines Funkzeugnisses (z. B. des Funkzeugnis UBI) sein.